# Jean-Nicolas Barba
Pour les articles homonymes, voir Barba.
Jean-Nicolas Barba, né le 14 novembre 1769 à Sommelans et mort le 17 mai 1846 à Paris, est un éditeur et un libraire français spécialisé dans le théâtre.

## Parcours
Barba s'installe en 1785 à Paris chez un oncle, et y travaille d'abord comme assembleur d'impression.
Après s'être essayé au colportage à Reims, il ouvre boutique au Palais-Royal en 1790, dans la galerie Vitrée située derrière le Théâtre français et à côté des frères Savart, traiteurs.
Sous le Consulat, il se rend coupable de contrefaçons, éditant des ouvrages imités de ses concurrents, puis publient des petits livres licencieux. Il lance un fonds théâtral après avoir racheté celui de Maradan.
Il fait une première fois faillite en septembre 1806. Il est de nouveau breveté libraire en octobre 1812 et ouvre un nouveau commerce quai Conti, la « Maison du Petit Dunkerque », mais son brevet lui est retiré en 1825, de nouveau pour publications jugées licencieuses. Dès lors, il publie sous un prête-nom. Son magasin prend feu en 1828.
Il obtient un troisième brevet de libraire en août 1838, mais, atteint de cécité, se retire en juillet 1839, non sans avoir vendu son fonds à Christophe Tresse, dont le fonds allait servir plus tard à créer les éditions Stock.
Son fils, Henri-Frédéric Barba, qui avait ouvert une librairie au 15 de la rue Gît-le-Cœur, l'associe à son commerce jusqu’en 1842. Avec son autre frère, Gustave-Émile Barba (1803-1867), Henri-Frédéric fut l'un des pionniers du roman populaire vendu 20 centimes le volume, un peu avant la Révolution de 1848.
Quelque temps avant sa mort, Jean-Nicolas publie par souscription ses Souvenirs d'un ancien librairie, ancien libraire au Palais Royal chez Ledoyen et Giret .
Georges-Émile Barba, le fils adultérin de Gustave-Émile Barba, meurt le 9 janvier 1877. La maison Barba est rachetée dans la foulée par Jules Rouff.